# Superinteligencija
Superinteligencija je hipotetički agent koji poseduje inteligenciju koja daleko prevazilazi inteligenciju najsjajnijih i najdarovitijih ljudskih umova. „Superinteligencija“ se takođe može odnositi na svojstvo sistema za rešavanje problema (npr. superinteligentni prevodioci jezika ili inženjerski asistenti) bez obzira da li su ove intelektualne kompetencije visokog nivoa otelotvorene u agentima koji deluju u svetu. Superinteligencija može, ali ne mora biti stvorena eksplozijom inteligencije i povezana sa tehnološkom singularnošću.
Filozof sa Univerziteta Oksford Nik Bostrom definiše superinteligenciju kao „svaki intelekt koji u velikoj meri prevazilazi kognitivne performanse ljudi u praktično svim domenima interesovanja“. Program Fric ne ispunjava ovu koncepciju superinteligencije — iako je mnogo bolji od ljudi u šahu — zato što Fric ne može da nadmaši ljude u drugim zadacima. Nakon Hatera i Lega, Bostrom tretira superinteligenciju kao opštu dominaciju u ponašanju usmerenu ka cilju, ostavljajući otvorenim da li bi veštačka ili ljudska superinteligencija posedovala kapacitete kao što su intencionalnost (uporedi argument kineske sobe) ili svest u prvom licu (uporedi težak problem svesti).
Tehnološki istraživači se ne slažu oko toga koliko je verovatno da će današnja ljudska inteligencija biti nadmašena. Neki tvrde da će napredak u veštačkoj inteligenciji (VI) verovatno rezultirati opštim sistemima rasuđivanja kojima nedostaju ljudska kognitivna ograničenja. Drugi veruju da će ljudi evoluirati ili direktno modifikovati svoju biologiju kako bi postigli radikalno veću inteligenciju. Brojni scenariji studija budućnosti kombinuju elemente iz obe ove mogućnosti, što sugeriše da će ljudi verovatno da se povezuju sa računarima, ili da prenose svoje umove na računare, na način koji omogućava značajno povećanje inteligencije.
Neki istraživači veruju da će superinteligencija verovatno uslediti ubrzo nakon razvoja veštačke opšte inteligencije. Prve generalno inteligentne mašine će verovatno odmah imati ogromnu prednost u barem nekim oblicima mentalnih sposobnosti, uključujući sposobnost savršenog sećanja, izuzetno superiornu bazu znanja i sposobnost obavljanja više zadataka na načine koji nisu mogući biološkim entitetima. Ovo im može dati priliku da — bilo kao pojedinačno biće ili kao nova vrsta — postanu mnogo moćniji od ljudi i da ih istisnu.
Brojni naučnici i prognostičari se zalažu za davanje prioriteta ranom istraživanju mogućih koristi i rizika od poboljšanja kognitivnih sposobnosti ljudi i mašina, zbog potencijalnog društvenog uticaja takvih tehnologija.

## Literatura
- Bostrom, Nick (2002), „Existential Risks”, Journal of Evolution and Technology, 9, Приступљено 2007-08-07.
- Chalmers, David (2010). „The Singularity: A Philosophical Analysis” (PDF). Journal of Consciousness Studies. 17: 7—65.
- Legg, Shane (2008). Machine Super Intelligence (PDF) (PhD). Department of Informatics, University of Lugano. Приступљено 19. 9. 2014.
- Müller, Vincent C.; Bostrom, Nick (2016). „Future Progress in Artificial Intelligence: A Survey of Expert Opinion”.  Ур.: Müller, Vincent C. Fundamental Issues of Artificial Intelligence. Springer. стр. 553—571.
- Santos-Lang, Christopher (2014). „Our responsibility to manage evaluative diversity” (PDF). ACM SIGCAS Computers & Society. 44 (2): 16—19. S2CID 5649158. doi:10.1145/2656870.2656874. Архивирано из оригинала (PDF) 02. 11. 2018. г. Приступљено 25. 03. 2024.
- Hibbard, Bill (2002). Super-Intelligent Machines. Kluwer Academic/Plenum Publishers.
- Bostrom, Nick (2014). Superintelligence: Paths, Dangers, Strategies. Oxford University Press.
- Tegmark, Max (2018). Life 3.0: being human in the age of artificial intelligence (на језику: енглески). London, England. ISBN 978-0-14-198180-2. OCLC 1018461467.
- Russell, Stuart J. (2019). Human compatible: artificial intelligence and the problem of control. New York. ISBN 978-0-525-55861-3. OCLC 1113410915.
- Sanders, Nada R. (2020). The humachine: humankind, machines, and the future of enterprise (на језику: енглески). John D. Wood (First изд.). New York, New York. ISBN 978-0-429-00117-8. OCLC 1119391268.

## Spoljašnje veze
- Bill Gates Joins Stephen Hawking in Fears of a Coming Threat from "Superintelligence"
- Will Superintelligent Machines Destroy Humanity?
- Apple Co-founder Has Sense of Foreboding About Artificial Superintelligence